# Wiedenberg (Gemeinde Passail)
Wiedenberg ist ein Ort in der Gemeinde Passail in der Steiermark.
Die Rotte Wiedenberg befindet sich südlich von Passail zwischen Passail und Arzberg auf einem sanften Hügelrücken (680 m ü. A.), die eine fluviale Verebnungsfläche darstellt, auf der man Quarzgerölle finden kann. Wiedenberg ist ein Ortsteil von Arzberg.